# الحياة في البرية (فلم ديزني)
الحياة في البرية هو فيلم أمريكي أُنتج سنة 2006 من قبل شركة أفلام والت ديزني وC.O.R.E FEATURE ANIMATION ووزع من قبل بوينا فيستا بيكتشرز، وعرض في الصالات الأمريكية في 14 أبريل 2006 في أمريكا الشمالية. تلقى الفيلم ملاحظات نقدية وحصل على أكثر من مئة مليون دولار بميزانية 80 مليون دولار.

## القصة
في حديقة الحيوانات الوطنية في نيويورك يروي الأسد سامسون لابنه ريان قصص مغامراته في البرية. في تلك الليلة، وعند إغلاق حديقة الحيوانات، تصبح جميع الحيوانات حرة لتتجول وتتصرف على غير طبيعتها. في تلك الأثناء ينافس سامسون برفقة بيني وبريدجيت ولاري ونايجل في بطولة سلاحف الهوكي بينما إبنه ريان كان يتجول مع أصدقائه. بسبب خطأ ريان غير المقصود قام ريان بدفع قطيع الغزلان للهرب ما سبب ذعرا لحيوانات الحديقة. سامسون قد علم بما فعله ابنه ومن ثم تدهورت علاقته معه. بعدها يتجول ريان يجول في منطقة الشحن ويدخل لصندوق شحن التي ستقوده إلى البرية. بمساعدة إحدى الحمام الزاجل للوصول لميناء نيويورك، يقرر سامسون برفقة بيني ليتسللوا لشاحنة قمامة مع نايجل ولاري وبريدجيت القادمة أيضا. علكن ن طريق الخطأ يرمى بيني من الشاحنة. بعد مرورهم عبر منطقة التايمز سكوير وخروجهم من قدر محته من السحق في شاحنة القمامة، واجه الفريق مجموعة من الكلاب الضالة المسعورة. سامسون يقود أصدقاءه للهروب عبر قنوات الصرف الصحي بدلا من إخافة الكلاب لتجبرها على الفرار. هناك يلتقيان بتمساحين لطيفين ليقودانهم للميناء، ستان وكارمين. في صباح اليوم التالي استقلت المجموعة زورق صغير ليلاحقوا السفينة التي يتواجد بها رايان. بمساعدة لاري، ومحرك القارب وبيني الذي عاد ومعه قطيع من الأوز الكندي، تتم قيادة السفينة بالاتجاه الصحيح. وأثناء الرحلة إلى البرية أصيب نايجل بالجنون من آثار أشعة الشمس عبر المحيط.
وصل القارب بنجاح إلى أفريقيا، حيث يكتشف أصحاب سامسون بسرعة أن كل حيوانات في المنطقة يتم نقلها وإنقاذها من قبل الناقلين بسبب أن هناك بركان مجاور يثور. بعد أن لمح سامسون ريان وخو يخرج من صندوق الشحن، يركض بسرعة ليلحق به في أعماق البرية، ولكن تبين له سريعا أنه لم يكن في البرية من قبل. بعد محاولته لأكل حيوان عن طريق غريزنه المفترسة، تنكشف حقيقة سامسون أمام أصدقاءه بأنه ليس بري. وبهذا يقرر أصدقاءه بأن يعودوا للسفينة. على عكس سامسون الذي قرر الاستمرار في المحاولة للعثور على ابنه. أثناء تجوله في البرية يبدأ سامسون برؤية النباتات والصخور وهي تغير ألوانها. خلال ذلك يتم خطف نايجل من قبل مجموعة من البقر الوحشي الساكنين في البركان، وزعيمهم كازار، الذي يردد حملة «هو القائد ستقودنا لتحويلنا من فريسة لمفترس» بسبب المعجزة التي سببتها لعبة نايجل له. كازار يريد تغيير السلسلة الغذائية. وقال انه يفضل ان يرى «الفريسة سيصبح مفترساً» والعكس صحيح. لهذا، فهو بحاجة لتناول الطعام أسد ليحقق هذا التحول. كما خطفوا بريدجيت ولاري.
يصل ريان لشجرة قديمة، ولكنه يتعرض لهجوم من عصابة من النسور التي تعمل وفقاً لأوامر قائدهم كازار. سامسون يسمع صرخات ريان ويذهب لإنقاذه، الذي خوف الطيور. واخيرا التم شملهم من جديد ولكن فرقوا من جديد بسبب قطيع البقر الوحشي، ريان صدم عندما أخبره سامسون الحقيقة عن كونه ليس برياً. تسلق الاثنين إلى شجرة حيث سامسون يكشف الحقيقة. حيث ولد سامسون في السيرك، وفي صغره كان مثل ريان غير قادر على الزئير، ومن وقتها شعر اب سامسون بخيبة الأمل وعار من سامسون لكونه لم يولد في البرية ولم يعرف الزئير. الشيء الذي جعله يتبرأ منه ليتم إرساله إلى حديقة الحيوانات، حيث أصبح يتيما واختلق الكذب لتجنب العار حول قصته. بعدما روى سامسون لريان الحقيقة اسقطت مجموعة البقر الوحشي الشجرة على حافة الهاوية وسامسون لا يزال على متنها. ليتم لاحقاً القبض ريان واقتياده إلى بركان.
يجد بيني سامسون ويشجعه على أن يكون نفسه، حتى لو كان ليس من البرية. أثناء بحقهم عن الطريق المؤدي إللا ريان يجدان حرباويتين، الذين كانوا يقتادون سامسون إلى البركان ليستطيعوا هزم جيش كازار. يستخدم سامسون قدرات الحرباء لاخفاء نفسه، فيتسلل إلى مخبأ كازار. نايجل حاول قصارى جهده عرقلة خطة البقر الوحشي من طبخ أصدقائه، وفجأه هاجم سامسون كازار ولكنه تم التغلب عليه من قبل كازار. يرى ريان اباه سامسون في خطر، فيهرع بسرعة إلى مواجهة كازار، مما يمكنه في النهاية بأن يزأر. لكنه يتم هزمه من قبل كازار فيريده أرضاً. سامسون يتمكن من إلحاق الهزيمة به. ريان يقول سامسون أنه سعيد أن يكون له أب. فيتأثر البقر الوحشي من حديث ريان ومن ثم يرفضوا خدمة كازار أكثر من ذلك. سامسون يتشجع في النهاية ويزأر بقوة كافية لابعاد لكازار وردحه أرضاً. بعدها تتمكن الحيوانات من الفرار إلا Kazar، الذي علق في سراديب البركان. وأخيراً تمكنت الحيوانات من الفرار على متن الزورق للسفر إلى حديقة حيوانات نيويورك.

## وصلات خارجية
- مقالات تستعمل روابط فنية بلا صلة مع ويكي بيانات